# فهرست ویدئوهای وایرال
این یک فهرست جزئی از ویدیوهای وایرال است، که به سرعت در اینترنت مورد توجه قرار گرفتند.

## ویدئوها
| موضوع                      | توضیح                    | منبع        |
| -------------------------- | ------------------------ | ----------- |
| «چارلی انگشت منو گاز گرفت» |                          |             |
| «۲ دختر ۱ فنجان»           |                          |             |
| «دیوید بعد از دندانپزشکی»  |                          |             |
| «کارا کانینگهام»           | «بریتنی را تنها بگذارید» | [ ۱ ] [ ۲ ] |
| «خودکشی آماندا تاد»        |                          |             |
|                            |                          |             |